# Mohammed Jumaah
Mohammed Hassan Jumaah (* 16. Dezember 1992) ist ein ehemaliger irakischer Leichtathlet, der sich auf den Sprint spezialisiert hat.

## Sportliche Laufbahn
Erste Erfahrungen bei internationalen Meisterschaften sammelte Mohammed Jumaah im Jahr 2009, als er bei den Arabischen Juniorenmeisterschaften in Aleppo in 21,47 s die Silbermedaille im 200-Meter-Lauf gewann, wie auch über 400 Meter in 47,68 s. Zudem belegte er mit der irakischen 4-mal-100-Meter-Staffel in 41,40 s den vierten Platz. Anschließend wurde er bei den Arabischen Meisterschaften in Damaskus mit der 4-mal-400-Meter-Staffel in 3:10,08 min Vierter und schied über 200 und 400 Meter mit 21,51 s bzw. 48,87 s jeweils im Vorlauf aus. Daraufhin erreichte er bei den Hallenasienspielen in Hanoi in 3:23,32 min Rang fünf mit der 4-mal-400-Meter-Staffel und schied im 400-Meter-Lauf mit 49,70 s im Halbfinale aus. Im Jahr darauf gewann er bei den Arabischen Juniorenmeisterschaften in Kairo in 21,52 s die Silbermedaille über 200 Meter und gewann über 400 Meter in 47,23 s Bronze. Anschließend belegte er bei den Juniorenasienmeisterschaften in Hanoi in 21,77 s den siebten Platz über 200 Meter und wurde über die längere Distanz in 50,01 s Achter. Daraufhin schied er bei den Juniorenweltmeisterschaften in Moncton über beide Distanzen mit 22,15 s und 49,81 s in der ersten Runde aus. Er nahm dann an den Asienspielen in Guangzhou teil und wurde dort mit der 4-mal-400-Meter-Staffel im Vorlauf disqualifiziert. 2011 schied er bei den Asienmeisterschaften in Kōbe über 200 Meter mit 21,33 s in der Vorrunde aus und wurde mit der Staffel erneut disqualifiziert. Anschließend erreichte er bei den Arabischen Meisterschaften in al-Ain in 21,63 s bzw. 47,64 s jeweils den vierten Platz und gewann im Dezember bei den Panarabischen Spielen in Doha in 40,46 s die Bronzemedaille hinter den Teams aus Saudi-Arabien und den Vereinigten Arabischen Emiraten. Zudem wurde er mit der 4-mal-400-Meter-Staffel in 3:09,55 min Fünfter. 2013 belegte er bei den Arabischen Meisterschaften ebendort in 10,63 s den sechsten Platz im 100-Meter-Lauf und kam über 200 Meter nicht ins Ziel. Zudem gewann er in der 4-mal-100-Meter-Staffel in 41,35 s die Silbermedaille hinter dem Oman. Im Jahr darauf schied er bei den Asienspielen in Incheon über 200 Meter mit 21,81 s im Halbfinale aus und verpasste mit der 4-mal-400-Meter-Staffel den Finaleinzug. 2015 schied er bei den Arabischen Meisterschaften in Manama über 100 Meter mit 10,47 s im Vorlauf aus und belegte über 200 Meter in 21,22 s den fünften Platz und gewann in 40,44 s die Bronzemedaille hinter Kuwait und Katar. Daraufhin erreichte er auch bei den Asienmeisterschaften in Wuhan das Halbfinale und schied dort mit 21,21 s aus und beendete damit seine aktive sportliche Karriere im Alter von 22 Jahren.
2012 und 2015 wurde Jumaah irakischer Meister im 100- und 200-Meter-Lauf.

## Persönliche Bestzeiten
- 100 Meter: 10,56 s (+1,0 m/s), 12. Dezember 2012 in Dubai
- 200 Meter: 21,21 s (−1,0 m/s), 6. Juni 2015 in Wuhan
- 400 Meter: 47,23 s, 6. Mai 2010 in Kairo